# NWOBHM (album)
NWOBHM: New Wave of Black Heavy Metal – minialbum norweskiej blackmetalowej grupy Darkthrone wydany 23 lipca 2007 roku. Tytuł albumu nawiązuje do nurtu muzyki heavymetalowej z lat 80. XX wieku - New Wave of British Heavy Metal.

## Lista utworów
| Nr | Tytuł utworu                   | Długość |
| -- | ------------------------------ | ------- |
| 1. | „Wisdom of the Dead”           | 4:06    |
| 2. | „Canadian Metal”               | 4:39    |
| 3. | „Hedninger Fra Helvete”        | 5:12    |
| 4. | „Bad Attitude” (cover Testors) | 1:47    |
|    |                                | 15:44   |

## Twórcy
- Ted "Nocturno Culto" Skjellum - śpiew, gitara, gitara basowa
- Gylve "Fenriz" Nagell - perkusja, śpiew, gitara